# 约阿希姆·伯默尔
约阿希姆·伯默尔（德語：Joachim Böhmer，1940年10月1日—1999年12月28日），德国前男子赛艇运动员。他曾代表东德参加1972年夏季奥林匹克运动会赛艇比赛，获得男子双人双桨铜牌。